# Стефан Делев
 Тази статия е за българския просветен деец.  За българския актьор вижте Стефан Делев (актьор).  
Стефан Делев е български просветен деец и общественик от Македония от края на XIX век.

## Биография
Роден е в леринското село Горно Върбени (Екши Су), тогава в Османската империя. Става учител и развива широка просветна дейност в Македония. Работи като учител в Зелениче в периода 1872 – 1876 година, в родното си Горно Върбени от 1876 до 1884 година и в Мокрени. В Мокрени развива обществена дейност и е основен двигател на отхвърлянето на Цариградската патриаршия и признаването на Българската екзархия в 1892 година.
Атанас Шопов посещава Мокрени и в 1893 година описва Делев:
| „ | ...учителят им Делев е добър и скромен труженик в полето на просвещението и народното съзнание. | “ |